# زينه باش
زينه باش (بالإنجليزية: Zina Bash)‏ هي محامية أمريكية، ولدت في 23 ديسمبر 1981 في مونتيري في المكسيك.